# Kudadhoo (Thaa)
Pour les articles homonymes, voir Kudadhoo.

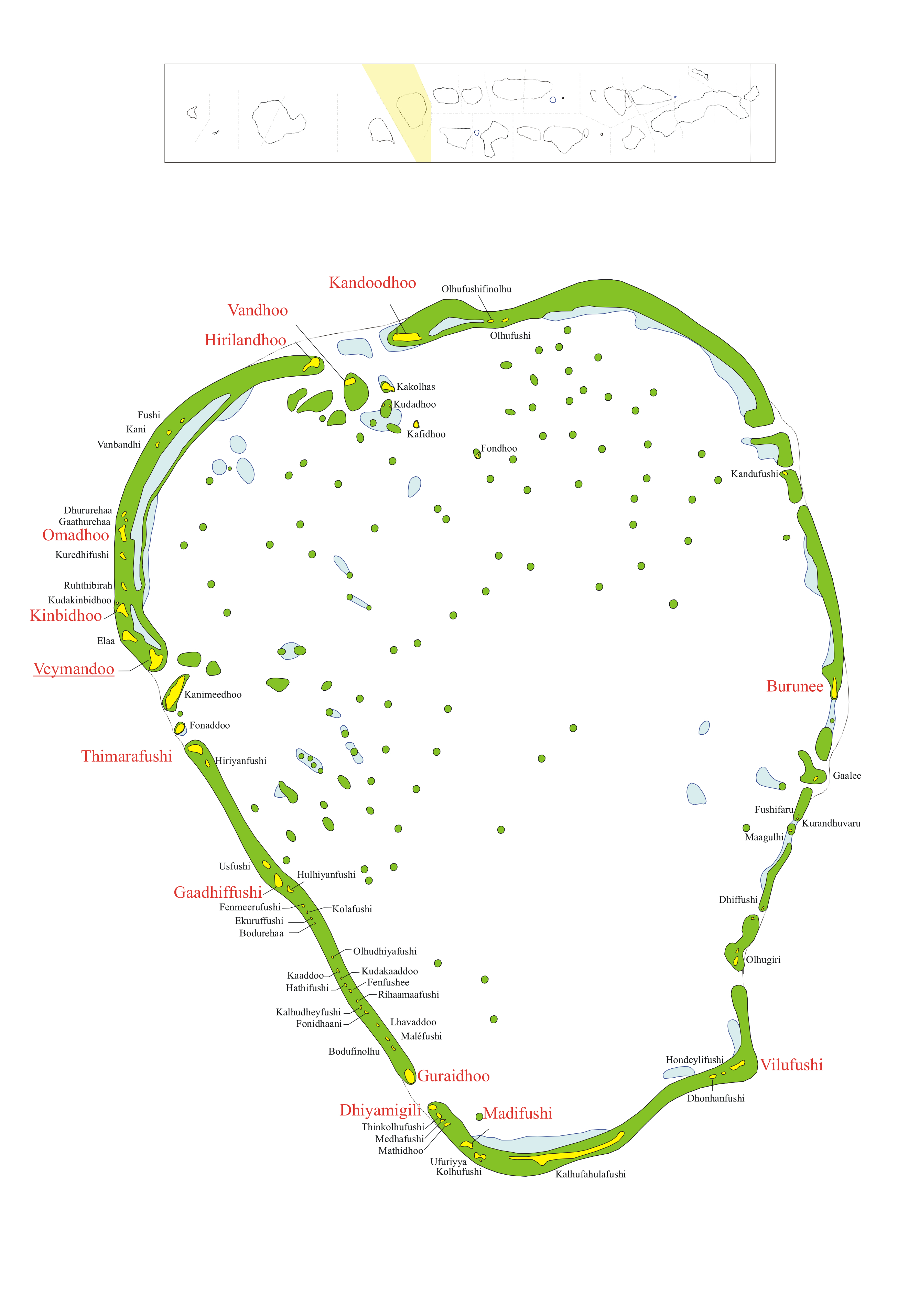
Thaa Atoll

Kudadhoo  est une petite île inhabitée des Maldives.

## Géographie
Kudadhoo est située dans le centre des Maldives, à l'Ouest de l'atoll Kolhumadulu, dans la subdivision de Thaa. 